# 东江隧道
东江隧道是广惠城际铁路唯二的地下隧道（另一条是松山湖隧道），位于中华人民共和国广东省惠州市惠城区惠环站至小金口站地下区间，全长13.123千米。

## 历史
- 2015年1月21日，东江隧道全线贯通[3]。
- 2016年3月30日，东江隧道随广惠城际铁路常平东至小金口段的开通而启用[4][5][6][7]。